# Kłoda (Piła)
Pour les articles homonymes, voir Kłoda.
Kłoda (prononciation : [ˈkwɔda]) est un village polonais de la gmina de Szydłowo dans le powiat de Piła de la voïvodie de Grande-Pologne dans le centre-ouest de la Pologne.
Il se situe à environ 5 kilomètres au sud-ouest de Szydłowo (siège de la gmina), 12 kilomètres à l'ouest de Piła (siège du powiat), et à 85 kilomètres au nord de Poznań (capitale de la Grande-Pologne).

## Histoire
De 1815 à 1945, Kegelsmühl fait partie de l'arrondissement de Deutsch Krone dans le district de Marienwerder au sein de la province de Prusse-Occidentale.
De 1975 à 1998, le village faisait partie du territoire de la voïvodie de Piła.

Depuis 1999, Kłoda est situé dans la voïvodie de Grande-Pologne.
Le village compte une population de 122 habitants.